# 国家と教会および教会と学校の分離に関する布告
国家と教会および教会と学校の分離に関する布告(ロシア語: Декрет об отделении церкви от государства и школы от церкви)とは、1918年1月23日にソビエト政権の人民委員会議が出した布告。政教分離の原則を確立する一方で、教会から法人格と所有権を剥奪した。

## 内容
内容。
- 第1条:教会は国家から分離される。
- 第2条:良心の自由を圧迫する地方立法の禁止
- 第3条:市民は任意の宗教を信仰してもよいし、あるいは信仰しなくてもよい。(信仰の自由および無信仰の自由）
- 第4条:公的行事での宗教的儀式の禁止
- 第5条:公共の秩序に反しない範囲での宗教儀式執行の自由
- 第6条:何人も宗教的見解を口実にして市民的義務を忌避することはできない。
- 第7条:宗教的宣誓の廃止
- 第8条:戸籍簿は俗権が扱う。
- 第9条:学校の教会からの分離と、学校における宗教教育の全面的禁止
- 第10条:宗教的社団への国家からの優遇措置および補助金の禁止。
- 第11条:宗教的社団による強制的課徴金の禁止。
- 第12条:教会ならびに宗教団体からの財産所有権および法的人格の剥奪
- 第13条:教会施設ならびにその他の教会資産の国有化と、礼拝用施設の国家機関による管理

## 明文化
この布告の基本路線は、1918年7月、第5回ロシア・ソヴィエト大会で採択されたロシア・ソヴィエト社会主義共和国憲法においても明文化された。
また1929年4月8日、宗教団体に関する全ロシア中央執行委員会・人民委員会議決定が公布された（68条）。
1977年のソビエト憲法では第32条で法の下の平等が、第50条で良心の自由が明記された。

## 影響
ロシア大飢饉を背景に、この布告による宗教への戦争がはじまった。この布告を出すと、たちまち聖職者と修道女に暴力が行使され、逮捕されたり公然と辱めをうけ、教会は略奪され、閉鎖された。レーニンにとって聖職者は「反革命分子」であり、レーニンは総主教ティホーンの交渉をいっさい拒絶した。